# 외자운용원
외자운용원(外資運用院)은 한국은행이 보유한 외환보유액을 전문적으로 운용하기 위해 설립된 한국은행 부설 기관으로 임기 3년의 외자운용원장은 한국은행 부총재보급의 대우를 받는다. 기존의 한국은행 외화자금국이 확대·개편되면서 2011년 신설되었다. 서울특별시 중구 남대문로 39 (남대문로 3가 110) 한국은행 내에 위치해 있으며 한국은행 내에서도 보안이 가장 철저한 곳으로 총재 사무실에도 없는 지문인식기까지 설치되어 있다.

## 연혁
- 2011년 3월 4일 한국은행 외화자금국을 확대하여 외자운용원 신설[5]

## 주요 업무
- 한국은행 보유 외화자산의 국외운용 관련 기획
- 한국은행 보유 외화자산 운용관련 조사·연구
- 한국은행 보유 외화자산의 리스크관리 및 성과분석
- 한국은행 보유 외화자산의 위탁운용 관리
- 한국은행 보유 외화자산의 국외운용
- 외화자산 국외운용 관련 지원업무

## 조직

### 부원장

#### 외자기획부
- 운용기획팀
- 외자운용연구팀
- 리스크관리팀
- 위탁운용팀

#### 투자운용부
- 운용전략팀
- 글로벌정부채팀
- 글로벌회사채팀
- 자산유동화채팀
- 신흥시장팀
- 외환운용팀

#### 운용지원부
- 자금결제팀
- 외자시스템팀

## 같이 보기
- 한국투자공사
- 한국외환은행
- 외자청